# Aumontzey
Aumontzey és un municipi francès, situat al departament dels Vosges i a la regió del Gran Est. L'any 2007 tenia 470 habitants.

## Demografia

### Població
El 2007 la població de fet d'Aumontzey era de 470 persones. Hi havia 199 famílies, de les quals 44 eren unipersonals (4 homes vivint sols i 40 dones vivint soles), 95 parelles sense fills, 56 parelles amb fills i 4 famílies monoparentals amb fills.
La població ha evolucionat segons el següent gràfic:
Habitants censats

### Habitatges
El 2007 hi havia 229 habitatges, 200 eren l'habitatge principal de la família, 22 eren segones residències i 7 estaven desocupats. 197 eren cases i 30 eren apartaments. Dels 200 habitatges principals, 165 estaven ocupats pels seus propietaris, 32 estaven llogats i ocupats pels llogaters i 3 estaven cedits a títol gratuït; 4 tenien dues cambres, 21 en tenien tres, 55 en tenien quatre i 120 en tenien cinc o més. 162 habitatges disposaven pel capbaix d'una plaça de pàrquing. A 101 habitatges hi havia un automòbil i a 84 n'hi havia dos o més.

### Piràmide de població
La piràmide de població per edats i sexe el 2009 era:
| Homes | Edats   | Dones |
| ----- | ------- | ----- |
| 0     | 95 o +  | 0     |
| 0     | 90 a 94 | 0     |
| 0     | 85 a 89 | 4     |
| 0     | 80 a 84 | 0     |
| 0     | 75 a 79 | 8     |
| 12    | 70 a 74 | 4     |
| 12    | 65 a 69 | 40    |
| 12    | 60 a 64 | 20    |
| 16    | 55 a 59 | 12    |
| 12    | 50 a 54 | 12    |
| 20    | 45 a 49 | 20    |
| 20    | 40 a 44 | 20    |
| 8     | 35 a 39 | 12    |
| 12    | 30 a 34 | 4     |
| 12    | 25 a 29 | 16    |
| 16    | 20 a 24 | 12    |
| 32    | 15 a 19 | 12    |
| 4     | 10 a 14 | 8     |
| 8     | 5 a 9   | 0     |
| 4     | 0 a 4   | 12    |

## Economia
El 2007 la població en edat de treballar era de 297 persones, 225 eren actives i 72 eren inactives. De les 225 persones actives 206 estaven ocupades (119 homes i 87 dones) i 19 estaven aturades (5 homes i 14 dones). De les 72 persones inactives 35 estaven jubilades, 17 estaven estudiant i 20 estaven classificades com a «altres inactius».

### Ingressos
El 2009 a Aumontzey hi havia 202 unitats fiscals que integraven 478 persones, la mediana anual d'ingressos fiscals per persona era de 17.343,5 €.

### Activitats econòmiques
Dels 10 establiments que hi havia el 2007, 9 eren d'empreses de construcció i 1 d'una empresa financera.
Dels 9 establiments de servei als particulars que hi havia el 2009, 2 eren paletes, 2 fusteries, 4 lampisteries i 1 electricista.
L'any 2000 a Aumontzey hi havia 8 explotacions agrícoles.

## Equipaments sanitaris i escolars
El 2009 hi havia una escola maternal integrada dins d'un grup escolar amb les comunes properes formant una escola dispersa.

## Poblacions més properes
El següent diagrama mostra les poblacions més properes.